# Wilfried Zaha
Dazet Wilfried Armel Zaha (Abiyán, 10 de noviembre de 1992) es un futbolista rapidísimo con nacionalidad británica que juega como delantero en el Charlotte F. C. de la Major League Soccer.

## Trayectoria
Zaha se desplazó junto a su familia a Inglaterra con apenas cuatro años de edad. Se formó en la cantera del Crystal Palace desde los doce años. El 27 de marzo de 2010 debutó con el primer equipo en un partido ante el Cardiff City. Permaneció tres campañas más en el primer equipo, siendo uno de los jugadores más destacados en Championship. Por ello, en enero de 2013 fue traspasado al Manchester Utd., que pagó unos quince millones de libras por el jugador y le dejó cedido hasta el final de campaña. Al acabar la temporada fue incluido en el once ideal de la PFA tras lograr el ascenso a la Premier League con el Crystal Palace.
El 11 de agosto de 2013 debutó con el equipo mancuniano en la final de la Community Shield ante el Wigan Athletic, ganando su primer título como profesional. Su debut en Premier League se produjo el 7 de diciembre en una derrota por 0 a 1 ante el Newcastle. Sin embargo, en enero de 2014 fue cedido al Cardiff City ya que fue descartado por el entrenador David Moyes.
En agosto de 2014 fue cedido a su antiguo club, el Crystal Palace que hizo efectiva su opción de compra en el mes de febrero. El 30 de agosto debutó con el equipo londinense en Premier League y marcó el gol del empate ante el Newcastle en el minuto 95. En Los Eagles se convirtió, otra vez, en la gran estrella del equipo y llegó a ser elegido mejor jugador de la Premier League en abril de 2018. Además, entre 2015 y 2018, fue elegido tres años consecutivos mejor jugador del equipo.

## Selección nacional
Fue internacional en las categorías inferiores de la selección inglesa. El 14 de noviembre de 2012 debutó con la selección inglesa absoluta en un amistoso ante Suecia (2-4). El 14 de agosto de 2013 jugó su segundo partido amistoso en una victoria ante Escocia por 3 a 2.
El 8 de enero de 2017, después de haber solicitado a la FIFA jugar con la selección de Costa de Marfil, debutó con la selección africana en un amistoso ante Suecia, donde dio una asistencia. El 11 de enero ante Uganda, en un amistoso, logró su primer gol. Fue incluido en la convocatoria para la Copa Africana de Naciones, donde fue titular en los tres partidos de fase de grupos. El 24 de marzo logró su segundo gol con la selección de Los Elefantes en la victoria por 0 a 2 ante Rusia.

## Estadísticas

### Clubes
| Club                               | Div.          | Temporada     | Liga  | Liga  | Copas nacionales | Copas nacionales | Copas internacionales | Copas internacionales | Total | Total |
| Club                               | Div.          | Temporada     | Part. | Goles | Part.            | Goles            | Part.                 | Goles                 | Part. | Goles |
| ---------------------------------- | ------------- | ------------- | ----- | ----- | ---------------- | ---------------- | --------------------- | --------------------- | ----- | ----- |
| Crystal Palace F. C. Inglaterra    | 2.ª           | 2009-10       | 1     | 0     | 0                | 0                | ―                     | ―                     | 1     | 0     |
| Crystal Palace F. C. Inglaterra    | 2.ª           | 2010-11       | 41    | 1     | 3                | 0                | ―                     | ―                     | 44    | 1     |
| Crystal Palace F. C. Inglaterra    | 2.ª           | 2011-12       | 41    | 6     | 7                | 3                | ―                     | ―                     | 48    | 9     |
| Crystal Palace F. C. Inglaterra    | 2.ª           | 2012-13       | 46    | 8     | 4                | 0                | ―                     | ―                     | 50    | 8     |
| Manchester United F. C. Inglaterra | 1.ª           | 2013-14       | 2     | 0     | 2                | 0                | 0                     | 0                     | 4     | 0     |
| Manchester United F. C. Inglaterra | Total club    | Total club    | 2     | 0     | 2                | 0                | 0                     | 0                     | 4     | 0     |
| Cardiff City F. C. Gales           | 1.ª           | 2013-14       | 12    | 0     | 1                | 0                | ―                     | ―                     | 13    | 0     |
| Cardiff City F. C. Gales           | Total club    | Total club    | 12    | 0     | 1                | 0                | 0                     | 0                     | 13    | 0     |
| Crystal Palace F. C. Inglaterra    | 1.ª           | 2014-15       | 31    | 4     | 4                | 0                | ―                     | ―                     | 35    | 4     |
| Crystal Palace F. C. Inglaterra    | 1.ª           | 2015-16       | 34    | 2     | 9                | 3                | ―                     | ―                     | 43    | 5     |
| Crystal Palace F. C. Inglaterra    | 1.ª           | 2016-17       | 35    | 7     | 2                | 0                | ―                     | ―                     | 37    | 7     |
| Crystal Palace F. C. Inglaterra    | 1.ª           | 2017-18       | 29    | 9     | 0                | 0                | ―                     | ―                     | 29    | 9     |
| Crystal Palace F. C. Inglaterra    | 1.ª           | 2018-19       | 34    | 10    | 2                | 0                | ―                     | ―                     | 36    | 10    |
| Crystal Palace F. C. Inglaterra    | 1.ª           | 2019-20       | 38    | 4     | 1                | 0                | ―                     | ―                     | 39    | 4     |
| Crystal Palace F. C. Inglaterra    | 1.ª           | 2020-21       | 30    | 11    | 1                | 0                | ―                     | ―                     | 31    | 11    |
| Crystal Palace F. C. Inglaterra    | 1.ª           | 2021-22       | 33    | 14    | 4                | 1                | ―                     | ―                     | 37    | 15    |
| Crystal Palace F. C. Inglaterra    | 1.ª           | 2022-23       | 27    | 7     | 1                | 0                | ―                     | ―                     | 28    | 7     |
| Crystal Palace F. C. Inglaterra    | Total club    | Total club    | 420   | 83    | 38               | 7                | 0                     | 0                     | 458   | 90    |
| Galatasaray S. K. Turquía          | 1.ª           | 2023-24       | 30    | 9     | 3                | 0                | 9                     | 1                     | 42    | 10    |
| Galatasaray S. K. Turquía          | 1.ª           | 2024-25       | 0     | 0     | 1                | 0                | 0                     | 0                     | 1     | 0     |
| Galatasaray S. K. Turquía          | Total club    | Total club    | 30    | 9     | 4                | 0                | 9                     | 1                     | 43    | 10    |
| Olympique de Lyon Francia          | 1.ª           | 2024-25       | 4     | 0     | 0                | 0                | 2                     | 0                     | 6     | 0     |
| Olympique de Lyon Francia          | Total club    | Total club    | 4     | 0     | 0                | 0                | 2                     | 0                     | 6     | 0     |
| Charlotte F. C. Estados Unidos     | 1.ª           | 2025          | 23    | 7     | ―                | ―                | 2                     | 0                     | 25    | 7     |
| Charlotte F. C. Estados Unidos     | Total club    | Total club    | 23    | 7     | 0                | 0                | 2                     | 0                     | 25    | 7     |
| Total carrera                      | Total carrera | Total carrera | 491   | 99    | 45               | 7                | 13                    | 1                     | 549   | 107   |
| 1. 2.                              |               |               |       |       |                  |                  |                       |                       |       |       |

## Palmarés

### Títulos nacionales
| Título               | Club              | País    | Año  |
| -------------------- | ----------------- | ------- | ---- |
| Supercopa de Turquía | Galatasaray S. K. | Turquía | 2023 |
| Superliga de Turquía | Galatasaray S. K. | Turquía | 2024 |